# 蘇霍沃利亞 (沃洛達爾西克-沃林西基區)
50°40′27″N 28°17′47″E / 50.67417°N 28.29639°E
蘇霍沃利亞（烏克蘭語：Суховоля），是烏克蘭北部的村莊，隸屬日托米爾州的日托米爾區。該村始建於1899年，面積1.49平方公里，2001年人口368，人口密度每平方公里246.98人。